# Ямаши (Татарстан)
 Ямаши  — село в Альметьевском районе Татарстана. Административный центр Ямашинского сельского поселения.

## География
Находится в юго-восточной части Татарстана на расстоянии приблизительно 35 км по прямой на запад от районного центра города Альметьевск у речки Кичуй.

## История
Известно с 1716 года. Упоминалось также Рождественское. В 1887 году была построена Христо-Рождественская церковь (первая церковь построена была в 1746 и сгорела в 1880) и в 1861 церковно-приходская школа.

## Население
Постоянных жителей было: в 1763 году — 280 душ муж. пола; в 1795—725, в 1859—1330, в 1897—2044, в 1906—2397, в 1920—2457, в 1926—2111, в 1938—1234, в 1949—1634, в 1958—1559, в 1970—957, в 1979—841, в 1989—705, в 2002 − 866 (русские 89 %), 835 в 2010.